# Luis Enrique
Luis Enrique Martínez García, noto semplicemente come Luis Enrique (AFI: [lwis enˈrike]; Gijón, 8 maggio 1970), è un allenatore di calcio ed ex calciatore spagnolo, di ruolo centrocampista, tecnico del Paris Saint-Germain.
Cresciuto nello Sporting Gijón, club con cui ha esordito come professionista, dal 1991 al 1996 ha giocato nel Real Madrid, con cui ha vinto un campionato spagnolo, una Coppa di Spagna e una Supercoppa spagnola. Dal 1996 al 2004 ha militato, invece, nel Barcellona, con cui si è aggiudicato due campionati spagnoli, due Coppe di Spagna, una Supercoppa spagnola, una Coppa delle Coppe e una Supercoppa UEFA. Nel 2004 Pelé lo ha inserito nella lista dei 125 migliori calciatori viventi.
Ha militato nella nazionale spagnola dal 1991 al 2002 ed ha vinto la medaglia d'oro ai Giochi olimpici del 1992 con la nazionale olimpica.
Conclusa la carriera da giocatore, ha intrapreso quella da allenatore. La prima esperienza è sulla panchina del Barcellona B, allenato dal 2008 al 2011, a cui segue una singola stagione come tecnico della Roma (2011-2012). Tornato in Spagna, tra il 2013 e il 2014 guida il Celta Vigo. Dal 2014 al 2017 è stato allenatore del Barcellona, dove conquista due campionati spagnoli, tre Coppe di Spagna, una Supercoppa spagnola, una UEFA Champions League, una Supercoppa UEFA e una Coppa del mondo per club FIFA. Dopo un periodo sabbatico, dal 2018 al 2022 ha assunto il ruolo di commissario tecnico della nazionale spagnola. Dal 2023 allena il Paris Saint-Germain, con cui ha vinto due campionati francesi, due Coppe di Francia, due Supercoppe francesi, una UEFA Champions League e una Supercoppa UEFA.
A livello individuale, è stato premiato come miglior allenatore del campionato spagnolo (2014-2015), allenatore dell'anno IFFHS (2015), allenatore dell'anno World Soccer (2015) e FIFA World Coach of the Year (2015).

## Biografia
È sposato dal 27 dicembre 1997 con Elena Cullell, dalla quale ha avuto tre figli: Pacho (1998), Sira (2000) e Xana (2009), quest'ultima deceduta per un cancro alle ossa il 29 agosto 2019.

## Carriera

### Club

#### Gli inizi
Comincia a giocare all'età di undici anni nelle giovanili dello Sporting Gijón. Debutta in prima squadra il 24 settembre 1989 in prima divisione, nella partita Sporting Gijón-Malaga (0-1). Nella stagione seguente contribuisce alla qualificazione della squadra alla Coppa UEFA segnando 14 gol.

##### Real Madrid

Luis Enrique (a sinistra) al, alle prese con lo juventino Pietro Vierchowod nel ritorno dei quarti di finale della UEFA Champions League 1995-1996

Nell'estate seguente il Real Madrid lo acquista per 250 milioni di pesetas (circa 3 miliardi di lire, cioè circa un milione e mezzo di euro). Nella prima stagione con i Blancos viene utilizzato come ala o interno destro, sotto la gestione di Radomir Antić. Sacrificato in posizioni non consone alle sue abilità anche sotto la gestione di Benito Floro, durante la quale il calciatore vince comunque la Coppa di Spagna e la Supercoppa di Spagna, con l'arrivo del tecnico Jorge Valdano, nel 1994, Luis Enrique, schierato come centrocampista di fascia destra, riacquista centralità nel progetto tattico della squadra. Nella stagione 1994-1995, chiusa con la vittoria del campionato, va in gol nel largo successo per 5-0 contro il Barcellona, ma nell'annata 1995-1996 vive una stagione negativa, caratterizzata, per il Real Madrid, da una crisi societaria e di risultati.

##### Barcellona

Luis Enrique (secondo da sinistra) al, mentre entra in campo con la squadra a Firenze per la semifinale di ritorno della Coppa delle Coppe 1996-1997

Nel 1996 il presidente del club madrileno Lorenzo Sanz decide di non rinnovargli il contratto, consentendo a Luis Enrique di firmare per il club rivale del Barcellona, dove ritrova Abelardo, ex compagno allo Sporting Gijón. Nella prima stagione con il club blaugrana, sotto la guida di Bobby Robson, segna 17 gol e vince la Supercoppa di Spagna, la Coppa del Re e la Coppa delle Coppe. Anche nella stagione successiva, agli ordini dell'olandese Louis van Gaal, si dimostra un centrocampista con grande senso del gol: 18 nella Liga, 25 complessivi nella stagione, impreziosita dalla vittoria del campionato, della Coppa del Re e della Supercoppa europea.
A Barcellona diviene capitano della squadra e si aggiudica un altro titolo nazionale nel 1998-1999. Il quinquennio successivo sarà privo di trofei; il 16 maggio 2004 il giocatore disputa la sua ultima partita da calciatore professionista, contro il Racing Santander, ponendo fine a otto annate di militanza nel Barcellona: il tecnico Frank Rijkaard lo sostituisce al 59º minuto di gioco della partita con Marc Overmars, tra gli applausi del Camp Nou.

#### Nazionale
Esordisce in nazionale maggiore nel 1991, nell'amichevole contro la Romania (0-2). Successivamente prende parte con la selezione olimpica all'Olimpiade del 1992, vincendo la medaglia d'oro. Con la nazionale maggiore partecipa a tre mondiali (1994, 1998, 2002) e ad un europeo (1996).
Chiude la propria esperienza con la nazionale spagnola nel 2002, con 62 presenze e 12 reti.

### Allenatore

#### Barcellona B
Il 18 giugno 2008 ha assunto ufficialmente la carica di allenatore del Barcellona B, squadra delle riserve del Barcellona, prendendo il posto di Pep Guardiola, suo ex compagno di squadra, passato a dirigere la prima squadra. La squadra, militante nella Segunda División B, al primo anno si piazza al quinto posto e al secondo anno al secondo posto valido per la promozione in Segunda División. Alla sua terza stagione sulla panchina della squadra B ottiene uno storico terzo posto (miglior piazzamento di sempre per il club) valido per la partecipazione ai play-off, a cui non prenderà parte non potendo la squadra militare nella stessa serie del Barcellona. Il 31 maggio 2011, durante un'intervista rilasciata alla TV ufficiale del club, annuncia di voler lasciare a fine stagione l'incarico di allenatore del Barcellona B, ritenendo ormai chiuso il suo ciclo.

#### Roma e Celta Vigo
Il 20 giugno 2011 diventa ufficialmente l'allenatore della Roma, al posto di Vincenzo Montella, e diventa il secondo tecnico spagnolo della storia del club dopo Luis Miró, firmando un contratto di due anni da 2,9 milioni di euro lordi per la stagione 2011-2012 e da 3,1 milioni di euro per la stagione 2012-2013. Nell'avventura italiana lo seguono Iván de la Peña come assistente (che lascerà l'incarico il 12 agosto 2011), Robert Moreno come allenatore in seconda, Antonio Llorente come mental coach e Rafael Cabanellas come preparatore atletico. Fa il suo esordio ufficiale sulla panchina della Roma il 18 agosto 2011, nella partita d'andata valida per il terzo turno di Europa League contro lo Slovan Bratislava, gara persa per 1-0. Nella gara di ritorno la Roma pareggia 1-1, sancendo l'uscita anticipata dalle competizioni europee. Anche in campionato l'avventura con la Roma non è fortunata: la squadra si classifica al 7º posto con 56 punti ottenuti e non riesce a qualificarsi per le coppe europee, cosa che non accadeva dal 1997. Il 10 maggio 2012, al termine di una seduta di allenamento, annuncia alla squadra che lascerà la panchina della Roma subito dopo l'ultima giornata di campionato, rinunciando ad un anno di stipendio e venendo rimpiazzato dal boemo Zdeněk Zeman.
L'8 giugno 2013 firma un contratto biennale con il Celta Vigo, sostituendo Abel Resino e ritornando quindi in Spagna. Ad annunciarlo è la stessa società spagnola attraverso il suo account ufficiale di Twitter. Il 16 maggio 2014, dopo aver conquistato il 9º posto e una salvezza tranquilla, annuncia la sua decisione di lasciare la squadra.

#### Barcellona

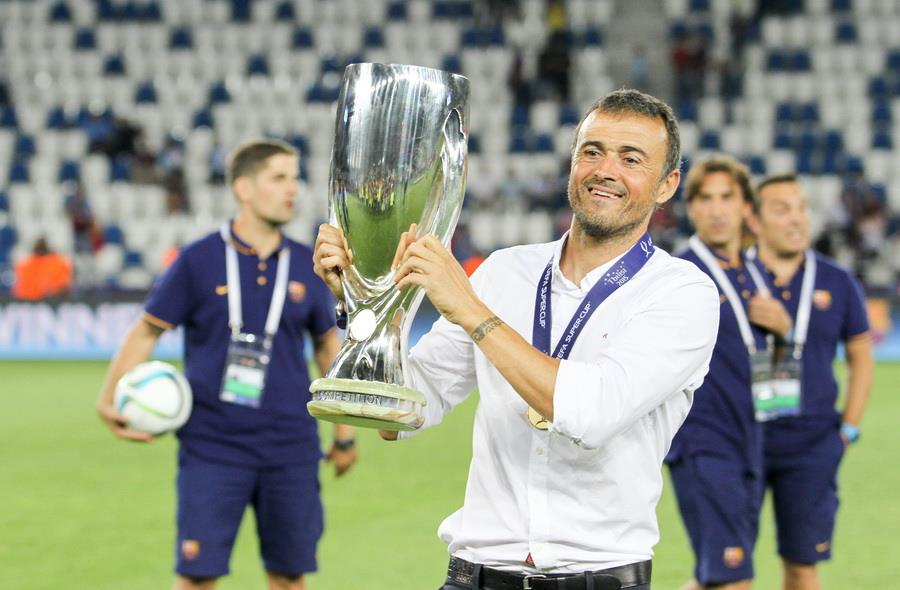
Luis Enrique mostra la Supercoppa UEFA 2015 vinta dal Barcellona

Il 19 maggio 2014 viene nominato nuovo allenatore, dopo l'annuncio delle dimissioni di "Tata" Gerardo Martino, del Barcellona, club del quale fu una bandiera da giocatore, con il quale firma un contratto biennale. Il 17 maggio 2015, con la vittoria per 1-0 sul campo dell'Atlético Madrid, vince con una giornata di anticipo per la 23ª volta nella sua storia il titolo di Campione di Spagna. Il 30 maggio, battendo per 3-1 l'Athletic Bilbao, vince la 27º Coppa del Re del Barcellona.
Il 6 giugno vince la Champions League contro la Juventus realizzando il Triplete alla sua prima stagione con i blaugrana. Tre giorni dopo prolunga il contratto con il Barcellona fino al 2017.
Nella stagione seguente perde la Supercoppa spagnola contro l'Athletic Bilbao e in Champions viene eliminato ai quarti dall'Atlético Madrid, ma vince Supercoppa europea, Mondiale per club, campionato e Coppa del Re.
Nell'estate 2016 vince la Supercoppa contro il Siviglia. Il 1º marzo 2017, dopo la vittoria per 6-1 contro lo Sporting Gijón, annuncia l'addio al Barça a fine stagione. Dopo aver perso per 4-0 l'andata degli ottavi Champions League in casa del Paris Saint-Germain il 14 febbraio, l'8 marzo ribalta il risultato vincendo per 6-1 (con gol decisivo di Sergi Roberto al 95º minuto), accedendo così ai quarti e facendo così la storica Remuntada. Qui trova alle urne la Juventus, ma viene eliminato dalla Champions League. Lascia la panchina blaugrana il 21 maggio 2017, in seguito alla vittoria per 4-2 contro l'Eibar e dopo aver visto sfumare il titolo di Campione di Spagna, andato al Real Madrid.

#### Nazionale spagnola
Il 9 luglio 2018 viene nominato commissario tecnico della Spagna, a seguito delle dimissioni di Fernando Hierro, congedatosi dopo il campionato del mondo 2018 in Russia. Nello stesso anno partecipa alla prima edizione della UEFA Nations League, dove le Furie rosse si piazzano al secondo posto nel proprio girone, mancando la qualificazione alla fase finale del torneo.
Il 19 giugno 2019, meno di un anno dopo, si dimette dal ruolo ottenuto per gravi motivi personali e gli subentra il vice Robert Moreno. Nell'agosto successivo viene annunciato che il motivo delle dimissioni erano le condizioni di salute di sua figlia Xana, morta a 9 anni a causa di un tumore alle ossa.
Il 19 novembre 2019 torna sulla panchina della nazionale, nel frattempo condotta da Moreno alla qualificazione al campionato d'Europa 2020. Conduce gli iberici sino alle semifinali, uscendo a causa della sconfitta a Wembley contro l'Italia, futura vincitrice dell'edizione, che si impone ai tiri di rigore.
Nel campionato del mondo 2022 in Qatar esordisce come allenatore nella competizione, conseguendo una larga vittoria contro la Costa Rica (7-0). Come nell'edizione precedente, le furie rosse vengono nuovamente eliminate agli ottavi di finale, questa volta dal Marocco, autentica sorpresa della competizione, che dopo lo 0-0 alla fine dei tempi supplementari si impone ai rigori, con gli iberici che non riescono a mettere a segno nessun tentativo dagli undici metri. L'8 dicembre successivo viene sollevato dall'incarico; al suo posto la Federcalcio spagnola ingaggia Luis de la Fuente.

#### Paris Saint-Germain
Il 5 luglio 2023 sostituisce Christophe Galtier alla guida del Paris Saint-Germain, firmando un contratto biennale. Con i parigini al primo anno vince il campionato, la Coppa di Francia contro il Lione e la Supercoppa francese contro il Tolosa, mentre in Champions viene eliminato dal Borussia Dortmund in semifinale. Nell'annata successiva vince nuovamente la Supercoppa francese, contro il Monaco, il campionato (con 6 giornate d'anticipo), la Coppa di Francia, in finale contro lo Stade Reims, e soprattutto la Champions League contro l'Inter, con uno storico 5-0 (scarto maggiore della storia di una finale di Champions), realizzando per la seconda volta in carriera il Triplete(è il secondo nella storia dopo Pep Guardiola a fare due treble in carriera) e portando dunque per la prima volta la coppa a Parigi.

## Statistiche

### Presenze e reti nei club
| Stagione              | Squadra               | Campionato            | Campionato | Campionato | Coppe nazionali | Coppe nazionali | Coppe nazionali | Coppe continentali | Coppe continentali | Coppe continentali | Altre coppe | Altre coppe | Altre coppe | Totale | Totale |
| Stagione              | Squadra               | Comp                  | Pres       | Reti       | Comp            | Pres            | Reti            | Comp               | Pres               | Reti               | Comp        | Pres        | Reti        | Pres   | Reti   |
| --------------------- | --------------------- | --------------------- | ---------- | ---------- | --------------- | --------------- | --------------- | ------------------ | ------------------ | ------------------ | ----------- | ----------- | ----------- | ------ | ------ |
| 1989-1990             | Sporting Gijón B      | SDB                   | 27         | 5          | -               | -               | -               | -                  | -                  | -                  | -           | -           | -           | 27     | 5      |
| 1989-1990             | Sporting Gijón        | PD                    | 1          | 0          | CR              | 0               | 0               | -                  | -                  | -                  | -           | -           | -           | 1      | 0      |
| 1990-1991             | Sporting Gijón        | PD                    | 35         | 14         | CR              | 9               | 3               | -                  | -                  | -                  | -           | -           | -           | 44     | 18     |
| Totale Sporting Gijón | Totale Sporting Gijón | Totale Sporting Gijón | 36         | 15         |                 | 9               | 3               |                    | -                  | -                  |             | -           | -           | 45     | 18     |
| 1991-1992             | Real Madrid           | PD                    | 29         | 4          | CR              | 6               | 1               | CU                 | 6                  | 0                  | -           | -           | -           | 41     | 5      |
| 1992-1993             | Real Madrid           | PD                    | 34         | 2          | CR              | 6               | 0               | CU                 | 8                  | 1                  | -           | -           | -           | 48     | 3      |
| 1993-1994             | Real Madrid           | PD                    | 28         | 2          | CR              | 4               | 1               | CdC                | 6                  | 0                  | SS          | 2           | 0           | 40     | 3      |
| 1994-1995             | Real Madrid           | PD                    | 35         | 4          | CR              | 2               | 0               | CU                 | 6                  | 0                  | -           | -           | -           | 43     | 4      |
| 1995-1996             | Real Madrid           | PD                    | 31         | 3          | CR              | 0               | 0               | UCL                | 8                  | 0                  | SS          | 2           | 0           | 41     | 3      |
| Totale Real Madrid    | Totale Real Madrid    | Totale Real Madrid    | 157        | 15         |                 | 18              | 2               |                    | 34                 | 1                  |             | 4           | 0           | 213    | 18     |
| 1996-1997             | Barcellona            | PD                    | 35         | 17         | CR              | 7               | 1               | CdC                | 7                  | 0                  | SS          | 2           | 0           | 51     | 18     |
| 1997-1998             | Barcellona            | PD                    | 34         | 18         | CR              | 6               | 3               | UCL                | 4                  | 3                  | SU+SS       | 2+1         | 1+0         | 47     | 25     |
| 1998-1999             | Barcellona            | PD                    | 26         | 11         | CR              | 3               | 0               | UCL                | 3                  | 1                  | SS          | 2           | 0           | 34     | 12     |
| 1999-2000             | Barcellona            | PD                    | 19         | 3          | CR              | 5               | 3               | UCL                | 7                  | 6                  | SS          | 2           | 0           | 33     | 12     |
| 2000-2001             | Barcellona            | PD                    | 28         | 9          | CR              | 4               | 1               | UCL+CU             | 4+5                | 2+4                | -           | -           | -           | 41     | 16     |
| 2001-2002             | Barcellona            | PD                    | 23         | 4          | CR              | 0               | 0               | UCL                | 15                 | 6                  | -           | -           | -           | 38     | 10     |
| 2002-2003             | Barcellona            | PD                    | 18         | 8          | CR              | 0               | 0               | UCL                | 8                  | 2                  | -           | -           | -           | 26     | 10     |
| 2003-2004             | Barcellona            | PD                    | 24         | 3          | CR              | 1               | 0               | CU                 | 5                  | 2                  | -           | -           | -           | 30     | 5      |
| Totale Barcellona     | Totale Barcellona     | Totale Barcellona     | 207        | 73         |                 | 26              | 8               |                    | 58                 | 26                 |             | 9           | 1           | 300    | 108    |
| Totale carriera       | Totale carriera       | Totale carriera       | 427        | 108        |                 | 53              | 13              |                    | 92                 | 27                 |             | 13          | 1           | 585    | 149    |

### Cronologia presenze e reti in nazionale
| Cronologia completa delle presenze e delle reti in nazionale ― Spagna | Cronologia completa delle presenze e delle reti in nazionale ― Spagna | Cronologia completa delle presenze e delle reti in nazionale ― Spagna | Cronologia completa delle presenze e delle reti in nazionale ― Spagna | Cronologia completa delle presenze e delle reti in nazionale ― Spagna | Cronologia completa delle presenze e delle reti in nazionale ― Spagna | Cronologia completa delle presenze e delle reti in nazionale ― Spagna | Cronologia completa delle presenze e delle reti in nazionale ― Spagna |
| Data                                                                  | Città                                                                 | In casa                                                               | Risultato                                                             | Ospiti                                                                | Competizione                                                          | Reti                                                                  | Note                                                                  |
| --------------------------------------------------------------------- | --------------------------------------------------------------------- | --------------------------------------------------------------------- | --------------------------------------------------------------------- | --------------------------------------------------------------------- | --------------------------------------------------------------------- | --------------------------------------------------------------------- | --------------------------------------------------------------------- |
| 17-4-1991                                                             | Cáceres                                                               | Spagna                                                                | 0 – 2                                                                 | Romania                                                               | Amichevole                                                            | -                                                                     |                                                                       |
| 13-10-1993                                                            | Dublino                                                               | Liechtenstein                                                         | 1 – 3                                                                 | Spagna                                                                | Qual. Mondiali 1994                                                   | -                                                                     |                                                                       |
| 17-11-1993                                                            | Siviglia                                                              | Spagna                                                                | 1 – 0                                                                 | Danimarca                                                             | Qual. Mondiali 1994                                                   | -                                                                     |                                                                       |
| 19-1-1994                                                             | Vigo                                                                  | Spagna                                                                | 2 – 2                                                                 | Portogallo                                                            | Amichevole                                                            | -                                                                     |                                                                       |
| 10-6-1994                                                             | Montréal                                                              | Canada                                                                | 0 – 2                                                                 | Spagna                                                                | Amichevole                                                            | -                                                                     |                                                                       |
| 17-6-1994                                                             | Dallas                                                                | Corea del Sud                                                         | 2 – 2                                                                 | Spagna                                                                | Mondiali 1994 - 1º turno                                              | -                                                                     |                                                                       |
| 21-6-1994                                                             | Chicago                                                               | Germania                                                              | 1 – 1                                                                 | Spagna                                                                | Mondiali 1994 - 1º turno                                              | -                                                                     |                                                                       |
| 2-7-1994                                                              | Washington                                                            | Spagna                                                                | 3 – 0                                                                 | Svizzera                                                              | Mondiali 1994 - Ottavi di finale                                      | 1                                                                     |                                                                       |
| 9-7-1994                                                              | Boston                                                                | Italia                                                                | 2 – 1                                                                 | Spagna                                                                | Mondiali 1994 - Quarti di finale                                      | -                                                                     |                                                                       |
| 12-10-1994                                                            | Skopje                                                                | Macedonia                                                             | 0 – 2                                                                 | Spagna                                                                | Qual. Euro 1996                                                       | -                                                                     |                                                                       |
| 16-11-1994                                                            | Siviglia                                                              | Spagna                                                                | 3 – 0                                                                 | Danimarca                                                             | Qual. Euro 1996                                                       | 1                                                                     |                                                                       |
| 17-12-1994                                                            | Bruxelles                                                             | Belgio                                                                | 1 – 4                                                                 | Spagna                                                                | Qual. Euro 1996                                                       | 1                                                                     |                                                                       |
| 18-1-1995                                                             | La Coruña                                                             | Spagna                                                                | 2 – 2                                                                 | Uruguay                                                               | Amichevole                                                            | -                                                                     |                                                                       |
| 22-2-1995                                                             | Jerez de la Frontera                                                  | Spagna                                                                | 0 – 0                                                                 | Germania                                                              | Amichevole                                                            | -                                                                     |                                                                       |
| 29-3-1995                                                             | Siviglia                                                              | Spagna                                                                | 1 – 1                                                                 | Belgio                                                                | Qual. Euro 1996                                                       | -                                                                     |                                                                       |
| 26-4-1995                                                             | Erevan                                                                | Armenia                                                               | 0 – 2                                                                 | Spagna                                                                | Qual. Euro 1996                                                       | -                                                                     |                                                                       |
| 7-6-1995                                                              | Siviglia                                                              | Spagna                                                                | 1 – 0                                                                 | Armenia                                                               | Qual. Euro 1996                                                       | -                                                                     |                                                                       |
| 6-9-1995                                                              | Granada                                                               | Spagna                                                                | 6 – 0                                                                 | Cipro                                                                 | Qual. Euro 1996                                                       | -                                                                     |                                                                       |
| 20-9-1995                                                             | Madrid                                                                | Spagna                                                                | 2 – 1                                                                 | Argentina                                                             | Amichevole                                                            | -                                                                     |                                                                       |
| 11-10-1995                                                            | Copenaghen                                                            | Danimarca                                                             | 1 – 1                                                                 | Spagna                                                                | Qual. Euro 1996                                                       | -                                                                     |                                                                       |
| 7-2-1996                                                              | Las Palmas de Gran Canaria                                            | Spagna                                                                | 1 – 0                                                                 | Norvegia                                                              | Amichevole                                                            | -                                                                     |                                                                       |
| 24-4-1996                                                             | Oslo                                                                  | Norvegia                                                              | 0 – 0                                                                 | Spagna                                                                | Amichevole                                                            | -                                                                     |                                                                       |
| 9-6-1996                                                              | Leeds                                                                 | Bulgaria                                                              | 1 – 1                                                                 | Spagna                                                                | Euro 1996 - 1º turno                                                  | -                                                                     |                                                                       |
| 15-6-1996                                                             | Leeds                                                                 | Francia                                                               | 1 – 1                                                                 | Spagna                                                                | Euro 1996 - 1º turno                                                  | -                                                                     |                                                                       |
| 4-9-1996                                                              | Toftir                                                                | Fær Øer                                                               | 2 – 6                                                                 | Spagna                                                                | Qual. Mondiali 1998                                                   | 1                                                                     |                                                                       |
| 9-10-1996                                                             | Praga                                                                 | Rep. Ceca                                                             | 0 – 0                                                                 | Spagna                                                                | Qual. Mondiali 1998                                                   | -                                                                     |                                                                       |
| 13-11-1996                                                            | Santa Cruz de Tenerife                                                | Spagna                                                                | 4 – 1                                                                 | Slovacchia                                                            | Qual. Mondiali 1998                                                   | 1                                                                     |                                                                       |
| 14-12-1996                                                            | Valencia                                                              | Spagna                                                                | 2 – 0                                                                 | Jugoslavia                                                            | Qual. Mondiali 1998                                                   | -                                                                     |                                                                       |
| 18-12-1996                                                            | Ta' Qali                                                              | Malta                                                                 | 0 – 3                                                                 | Spagna                                                                | Qual. Mondiali 1998                                                   | -                                                                     |                                                                       |
| 12-2-1997                                                             | Alicante                                                              | Spagna                                                                | 4 – 0                                                                 | Malta                                                                 | Qual. Mondiali 1998                                                   | -                                                                     |                                                                       |
| 30-4-1997                                                             | Belgrado                                                              | Jugoslavia                                                            | 1 – 1                                                                 | Spagna                                                                | Qual. Mondiali 1998                                                   | -                                                                     |                                                                       |
| 24-9-1997                                                             | Bratislava                                                            | Slovacchia                                                            | 1 – 2                                                                 | Spagna                                                                | Qual. Mondiali 1998                                                   | -                                                                     |                                                                       |
| 11-10-1997                                                            | Gijón                                                                 | Spagna                                                                | 3 – 1                                                                 | Fær Øer                                                               | Qual. Mondiali 1998                                                   | 2                                                                     |                                                                       |
| 28-1-1998                                                             | Saint-Denis                                                           | Francia                                                               | 1 – 0                                                                 | Spagna                                                                | Amichevole                                                            | -                                                                     |                                                                       |
| 25-3-1998                                                             | Vigo                                                                  | Spagna                                                                | 4 – 0                                                                 | Svezia                                                                | Amichevole                                                            | -                                                                     |                                                                       |
| 13-6-1998                                                             | Nantes                                                                | Spagna                                                                | 2 – 3                                                                 | Nigeria                                                               | Mondiali 1998 - 1º turno                                              | -                                                                     |                                                                       |
| 19-6-1998                                                             | Saint-Étienne                                                         | Paraguay                                                              | 0 – 0                                                                 | Spagna                                                                | Mondiali 1998 - 1º turno                                              | -                                                                     |                                                                       |
| 24-6-1998                                                             | Lens                                                                  | Bulgaria                                                              | 1 – 6                                                                 | Spagna                                                                | Mondiali 1998 - 1º turno                                              | 1                                                                     |                                                                       |
| 5-9-1998                                                              | Larnaca                                                               | Cipro                                                                 | 3 – 2                                                                 | Spagna                                                                | Qual. Euro 2000                                                       | -                                                                     |                                                                       |
| 23-9-1998                                                             | Granada                                                               | Spagna                                                                | 1 – 0                                                                 | Russia                                                                | Amichevole                                                            | -                                                                     |                                                                       |
| 14-10-1998                                                            | Ramat Gan                                                             | Israele                                                               | 1 – 2                                                                 | Spagna                                                                | Qual. Euro 2000                                                       | -                                                                     |                                                                       |
| 5-5-1999                                                              | Siviglia                                                              | Spagna                                                                | 3 – 1                                                                 | Croazia                                                               | Amichevole                                                            | -                                                                     |                                                                       |
| 5-6-1999                                                              | Vila-real                                                             | Spagna                                                                | 9 – 0                                                                 | San Marino                                                            | Qual. Euro 2000                                                       | 3                                                                     |                                                                       |
| 18-8-1999                                                             | Varsavia                                                              | Polonia                                                               | 1 – 2                                                                 | Spagna                                                                | Amichevole                                                            | -                                                                     |                                                                       |
| 4-9-1999                                                              | Vienna                                                                | Austria                                                               | 1 – 3                                                                 | Spagna                                                                | Qual. Euro 2000                                                       | 1                                                                     |                                                                       |
| 8-9-1999                                                              | Badajoz                                                               | Spagna                                                                | 8 – 0                                                                 | Cipro                                                                 | Qual. Euro 2000                                                       | -                                                                     |                                                                       |
| 10-10-1999                                                            | Albacete                                                              | Spagna                                                                | 3 – 0                                                                 | Israele                                                               | Qual. Euro 2000                                                       | -                                                                     |                                                                       |
| 13-11-1999                                                            | Vigo                                                                  | Spagna                                                                | 0 – 0                                                                 | Brasile                                                               | Amichevole                                                            | -                                                                     | Cap.                                                                  |
| 17-11-1999                                                            | Siviglia                                                              | Spagna                                                                | 0 – 2                                                                 | Argentina                                                             | Amichevole                                                            | -                                                                     | Cap.                                                                  |
| 26-1-2000                                                             | Cartagena                                                             | Spagna                                                                | 2 – 1                                                                 | Ucraina                                                               | Amichevole                                                            | -                                                                     |                                                                       |
| 23-2-2000                                                             | Spalato                                                               | Croazia                                                               | 0 – 0                                                                 | Spagna                                                                | Amichevole                                                            | -                                                                     |                                                                       |
| 15-11-2000                                                            | Siviglia                                                              | Spagna                                                                | 1 – 2                                                                 | Paesi Bassi                                                           | Amichevole                                                            | -                                                                     |                                                                       |
| 28-1-2001                                                             | Birmingham                                                            | Inghilterra                                                           | 3 – 0                                                                 | Spagna                                                                | Amichevole                                                            | -                                                                     |                                                                       |
| 2-6-2001                                                              | Oviedo                                                                | Spagna                                                                | 4 – 1                                                                 | Bosnia ed Erzegovina                                                  | Qual. Mondiali 2002                                                   | -                                                                     |                                                                       |
| 6-6-2001                                                              | Ramat Gan                                                             | Israele                                                               | 1 – 1                                                                 | Spagna                                                                | Qual. Mondiali 2002                                                   | -                                                                     |                                                                       |
| 1-9-2001                                                              | Valencia                                                              | Spagna                                                                | 4 – 0                                                                 | Austria                                                               | Qual. Mondiali 2002                                                   | -                                                                     |                                                                       |
| 5-9-2001                                                              | Vaduz                                                                 | Liechtenstein                                                         | 0 – 2                                                                 | Spagna                                                                | Qual. Mondiali 2002                                                   | -                                                                     |                                                                       |
| 2-6-2002                                                              | Gwangju                                                               | Slovenia                                                              | 1 – 3                                                                 | Spagna                                                                | Mondiali 2002 - 1º turno                                              | -                                                                     |                                                                       |
| 7-6-2002                                                              | Gwangju                                                               | Spagna                                                                | 3 – 1                                                                 | Paraguay                                                              | Mondiali 2002 - 1º turno                                              | -                                                                     |                                                                       |
| 12-6-2002                                                             | Daejeon                                                               | Sudafrica                                                             | 2 – 3                                                                 | Spagna                                                                | Mondiali 2002 - 1º turno                                              | -                                                                     |                                                                       |
| 16-6-2002                                                             | Suwon                                                                 | Spagna                                                                | 1 – 1 dts (3 – 2 dtr)                                                 | Irlanda                                                               | Mondiali 2002 - Ottavi di finale                                      | -                                                                     |                                                                       |
| 22-6-2002                                                             | Gwangju                                                               | Spagna                                                                | 0 – 0 dts (3 – 5 dtr)                                                 | Corea del Sud                                                         | Mondiali 2002 - Quarti di finale                                      | -                                                                     |                                                                       |
| Totale                                                                |                                                                       | Presenze                                                              | 62                                                                    |                                                                       | Reti                                                                  | 12                                                                    |                                                                       |

### Statistiche da allenatore

#### Club
Statistiche aggiornate al 13 agosto 2025. In grassetto le competizioni vinte.
| Stagione                   | Squadra                    | Campionato                 | Campionato | Campionato | Campionato | Campionato | Coppe nazionali | Coppe nazionali | Coppe nazionali | Coppe nazionali | Coppe nazionali | Coppe continentali | Coppe continentali | Coppe continentali | Coppe continentali | Coppe continentali | Altre coppe | Altre coppe | Altre coppe | Altre coppe | Altre coppe | Totale | Totale | Totale | Totale | % Vittorie | Piazzamento |
| Stagione                   | Squadra                    | Comp                       | G          | V          | N          | P          | Comp            | G               | V               | N               | P               | Comp               | G                  | V                  | N                  | P                  | Comp        | G           | V           | N           | P           | G      | V      | N      | P      | %          | Piazzamento |
| -------------------------- | -------------------------- | -------------------------- | ---------- | ---------- | ---------- | ---------- | --------------- | --------------- | --------------- | --------------- | --------------- | ------------------ | ------------------ | ------------------ | ------------------ | ------------------ | ----------- | ----------- | ----------- | ----------- | ----------- | ------ | ------ | ------ | ------ | ---------- | ----------- |
| 2008-2009                  | Barcellona B               | SDB                        | 38         | 15         | 15         | 8          | -               | -               | -               | -               | -               | -                  | -                  | -                  | -                  | -                  | -           | -           | -           | -           | -           | 38     | 15     | 15     | 8      | 39,47      | 5º          |
| 2009-2010                  | Barcellona B               | SDB                        | 38+6       | 22+2       | 10+4       | 6+0        | -               | -               | -               | -               | -               | -                  | -                  | -                  | -                  | -                  | -           | -           | -           | -           | -           | 44     | 24     | 14     | 6      | 54,55      | 2º (prom.)  |
| 2010-2011                  | Barcellona B               | SD                         | 42         | 20         | 11         | 11         | -               | -               | -               | -               | -               | -                  | -                  | -                  | -                  | -                  | -           | -           | -           | -           | -           | 42     | 20     | 11     | 11     | 47,62      | 3º          |
| Totale Barcellona B        | Totale Barcellona B        | Totale Barcellona B        | 118+6      | 57+2       | 36+4       | 25+0       |                 | -               | -               | -               | -               |                    | -                  | -                  | -                  | -                  |             | -           | -           | -           | -           | 124    | 59     | 40     | 25     | 47,58      |             |
| 2011-2012                  | Roma                       | A                          | 38         | 16         | 8          | 14         | CI              | 2               | 1               | 0               | 1               | UEL                | 2                  | 0                  | 1                  | 1                  | -           | -           | -           | -           | -           | 42     | 17     | 9      | 16     | 40,48      | 7º          |
| 2013-2014                  | Celta Vigo                 | PD                         | 38         | 14         | 7          | 17         | CR              | 2               | 1               | 0               | 1               | -                  | -                  | -                  | -                  | -                  | -           | -           | -           | -           | -           | 40     | 15     | 7      | 18     | 37,50      | 9º          |
| 2014-2015                  | Barcellona                 | PD                         | 38         | 30         | 4          | 4          | CR              | 9               | 9               | 0               | 0               | UCL                | 13                 | 11                 | 0                  | 2                  | -           | -           | -           | -           | -           | 60     | 50     | 4      | 6      | 83,33      | 1º          |
| 2015-2016                  | Barcellona                 | PD                         | 38         | 29         | 4          | 5          | CR              | 9               | 7               | 2               | 0               | UCL                | 10                 | 7                  | 2                  | 1                  | SS+SU+Cmc   | 2+1+2       | 0+1+2       | 1+0+0       | 1+0+0       | 62     | 46     | 9      | 7      | 74,19      | 1º          |
| 2016-2017                  | Barcellona                 | PD                         | 38         | 28         | 6          | 4          | CR              | 9               | 6               | 2               | 1               | UCL                | 10                 | 6                  | 1                  | 3                  | SS          | 2           | 2           | 0           | 0           | 59     | 42     | 9      | 8      | 71,19      | 2º          |
| Totale Barcellona          | Totale Barcellona          | Totale Barcellona          | 114        | 87         | 14         | 13         |                 | 27              | 22              | 4               | 1               |                    | 33                 | 24                 | 3                  | 6                  |             | 7           | 5           | 1           | 1           | 181    | 138    | 22     | 21     | 76,24      |             |
| 2023-2024                  | Paris Saint-Germain        | L1                         | 34         | 22         | 10         | 2          | CF              | 6               | 6               | 0               | 0               | UCL                | 12                 | 5                  | 2                  | 5                  | SF          | 1           | 1           | 0           | 0           | 53     | 34     | 12     | 7      | 64,15      | 1º          |
| 2024-2025                  | Paris Saint-Germain        | L1                         | 34         | 26         | 6          | 2          | CF              | 6               | 5               | 1               | 0               | UCL                | 17                 | 11                 | 1                  | 5                  | SF+Cmc      | 1+7         | 1+5         | 0+0         | 0+2         | 65     | 48     | 8      | 9      | 73,85      | 1º          |
| 2025-2026                  | Paris Saint-Germain        | L1                         | 0          | 0          | 0          | 0          | CF              | 0               | 0               | 0               | 0               | UCL                | 0                  | 0                  | 0                  | 0                  | SF+SU+CIF   | 0+0+0       | 0+0+0       | 0+0+0       | 0+1+0       | 0      | 0      | 1      | 0      | —          | in corso    |
| Totale Paris Saint-Germain | Totale Paris Saint-Germain | Totale Paris Saint-Germain | 68         | 48         | 16         | 4          |                 | 12              | 11              | 1               | 0               |                    | 28                 | 15                 | 3                  | 10                 |             | 10          | 7           | 1           | 2           | 119    | 82     | 21     | 16     | 68,91      |             |
| Totale carriera            | Totale carriera            | Totale carriera            | 382        | 224        | 85         | 73         |                 | 43              | 35              | 5               | 3               |                    | 63                 | 39                 | 7                  | 17                 |             | 17          | 12          | 2           | 3           | 506    | 311    | 99     | 96     | 61,46      |             |

#### Nazionale
| Squadra | Naz               | dal              | al              | Record | Record | Record | Record     | Record | Record | Record | Record |
| G       | V                 | N                | P               | GF     | GS     | DR     | % Vittorie |        |        |        |        |
| ------- | ----------------- | ---------------- | --------------- | ------ | ------ | ------ | ---------- | ------ | ------ | ------ | ------ |
| Spagna  | Spagna (bandiera) | 9 luglio 2018    | 19 giugno 2019  | 7      | 5      | 0      | 2          | 19     | 9      | +10    | 71,43  |
| Spagna  | Spagna (bandiera) | 19 novembre 2019 | 8 dicembre 2022 | 39     | 20     | 14     | 5          | 76     | 28     | +48    | 51,28  |
| Totale  | Totale            | Totale           | Totale          | 46     | 25     | 14     | 7          | 95     | 37     | +58    | 54,35  |

#### Nazionale nel dettaglio
| 2018           | Spagna        | UEFA Nations League 2018-2019 | 2º nel Gruppo 4 di Lega A    | 4  | 2  | 0  | 2 | 50,00   | 12 | 7  | +5  |
| 2019           | Spagna        | Qual. Euro 2020               | 1º nel Gruppo F, Qualificato | 1  | 1  | 0  | 0 | 100,00& | 2  | 1  | +1  |
| 2020           | Spagna        | UEFA Nations League 2020-2021 | 2º                           | 8  | 4  | 2  | 2 | 50,00   | 16 | 6  | +10 |
| 2021           | Spagna        | Qual. Mondiale 2022           | 1º nel Gruppo B, qualificato | 8  | 6  | 1  | 1 | 75,00   | 15 | 5  | +10 |
| giu.-lug. 2021 | Spagna        | Europeo 2020                  | Semifinale                   | 6  | 2  | 4  | 0 | 33,33   | 13 | 6  | +7  |
| 2022           | Spagna        | UEFA Nations League 2022-2023 | nel gruppo 2 della Lega A    | 6  | 3  | 2  | 1 | 50,00   | 8  | 5  | +3  |
| nov.-dic. 2022 | Spagna        | Mondiale 2022                 | Ottavi di finale             | 4  | 1  | 2  | 1 | 25,00   | 9  | 3  | +6  |
| 2018-2022      | Spagna        | Amichevoli                    |                              | 9  | 6  | 3  | 0 | 66,67   | 20 | 4  | +16 |
| Totale Spagna  | Totale Spagna | Totale Spagna                 | Totale Spagna                | 46 | 25 | 14 | 7 | 54,35   | 95 | 37 | +58 |

#### Panchine da commissario tecnico della nazionale spagnola
| Cronologia completa delle presenze e delle reti in nazionale ― Spagna | Cronologia completa delle presenze e delle reti in nazionale ― Spagna | Cronologia completa delle presenze e delle reti in nazionale ― Spagna | Cronologia completa delle presenze e delle reti in nazionale ― Spagna | Cronologia completa delle presenze e delle reti in nazionale ― Spagna | Cronologia completa delle presenze e delle reti in nazionale ― Spagna | Cronologia completa delle presenze e delle reti in nazionale ― Spagna            | Cronologia completa delle presenze e delle reti in nazionale ― Spagna |
| Data                                                                  | Città                                                                 | In casa                                                               | Risultato                                                             | Ospiti                                                                | Competizione                                                          | Reti                                                                             | Note                                                                  |
| --------------------------------------------------------------------- | --------------------------------------------------------------------- | --------------------------------------------------------------------- | --------------------------------------------------------------------- | --------------------------------------------------------------------- | --------------------------------------------------------------------- | -------------------------------------------------------------------------------- | --------------------------------------------------------------------- |
| 8-9-2018                                                              | Londra                                                                | Inghilterra                                                           | 1 – 2                                                                 | Spagna                                                                | UEFA Nations League 2018-2019 - 1º turno                              | Saúl Rodrigo                                                                     | Cap: S. Ramos                                                         |
| 11-9-2018                                                             | Elche                                                                 | Spagna                                                                | 6 – 0                                                                 | Croazia                                                               | UEFA Nations League 2018-2019 - 1º turno                              | Saúl Marco Asensio autorete Rodrigo Sergio Ramos Isco                            | Cap: S. Ramos                                                         |
| 11-10-2018                                                            | Cardiff                                                               | Galles                                                                | 1 – 4                                                                 | Spagna                                                                | Amichevole                                                            | 2 Paco Alcacer Sergio Ramos Marc Bartra                                          | Cap: S. Ramos                                                         |
| 15-10-2018                                                            | Siviglia                                                              | Spagna                                                                | 2 – 3                                                                 | Inghilterra                                                           | UEFA Nations League 2018-2019 - 1º turno                              | Paco Alcacer Sergio Ramos                                                        | Cap: S. Ramos                                                         |
| 15-11-2018                                                            | Zagabria                                                              | Croazia                                                               | 3 – 2                                                                 | Spagna                                                                | UEFA Nations League 2018-2019 - 1º turno                              | Dani Ceballos Sergio Ramos (rig.)                                                | Cap: S. Ramos                                                         |
| 18-11-2018                                                            | Las Palmas de Gran Canaria                                            | Spagna                                                                | 1 – 0                                                                 | Bosnia ed Erzegovina                                                  | Amichevole                                                            | Brais Méndez                                                                     | Cap: Isco                                                             |
| 23-3-2019                                                             | Valencia                                                              | Spagna                                                                | 2 – 1                                                                 | Norvegia                                                              | Qual. Euro 2020                                                       | Rodrigo Sergio Ramos (rig.)                                                      | Cap: S. Ramos                                                         |
| 3-9-2020                                                              | Stoccarda                                                             | Germania                                                              | 1 – 1                                                                 | Spagna                                                                | UEFA Nations League 2020-2021 - 1º turno                              | Jose Gaya                                                                        | Cap: S. Ramos                                                         |
| 6-9-2020                                                              | Madrid                                                                | Spagna                                                                | 4 – 0                                                                 | Ucraina                                                               | UEFA Nations League 2020-2021 - 1º turno                              | 2 Sergio Ramos (1 rig.) Ansu Fati Ferrán Torres                                  | Cap: S. Ramos                                                         |
| 7-10-2020                                                             | Lisbona                                                               | Portogallo                                                            | 0 – 0                                                                 | Spagna                                                                | Amichevole                                                            | -                                                                                | Cap: S. Busquets                                                      |
| 10-10-2020                                                            | Madrid                                                                | Spagna                                                                | 1 – 0                                                                 | Svizzera                                                              | UEFA Nations League 2020-2021 - 1º turno                              | Mikel Oyarzabal                                                                  | Cap: S. Ramos                                                         |
| 13-10-2020                                                            | Kiev                                                                  | Ucraina                                                               | 1 – 0                                                                 | Spagna                                                                | UEFA Nations League 2020-2021 - 1º turno                              | -                                                                                | Cap: S. Ramos                                                         |
| 11-11-2020                                                            | Amsterdam                                                             | Paesi Bassi                                                           | 1 – 1                                                                 | Spagna                                                                | Amichevole                                                            | Sergio Canales                                                                   | Cap: Koke                                                             |
| 14-11-2020                                                            | Basilea                                                               | Svizzera                                                              | 1 – 1                                                                 | Spagna                                                                | UEFA Nations League 2020-2021 - 1º turno                              | Gerard Moreno                                                                    | Cap: S. Ramos                                                         |
| 17-11-2020                                                            | Siviglia                                                              | Spagna                                                                | 6 – 0                                                                 | Germania                                                              | UEFA Nations League 2020-2021 - 1º turno                              | Álvaro Morata 3 Ferrán Torres Rodri Mikel Oyarzabal                              | Cap: S. Ramos                                                         |
| 25-3-2021                                                             | Granada                                                               | Spagna                                                                | 1 – 1                                                                 | Grecia                                                                | Qual. Mondiali 2022                                                   | Álvaro Morata                                                                    | Cap: S. Ramos                                                         |
| 28-3-2021                                                             | Tblisi                                                                | Georgia                                                               | 1 – 2                                                                 | Spagna                                                                | Qual. Mondiali 2022                                                   | Ferrán Torres Dani Olmo                                                          | Cap: S. Busquets                                                      |
| 31-3-2021                                                             | Siviglia                                                              | Spagna                                                                | 3 – 1                                                                 | Kosovo                                                                | Qual. Mondiali 2022                                                   | Dani Olmo Ferrán Torres Gerard Moreno                                            | Cap: S. Busquets                                                      |
| 4-6-2021                                                              | Madrid                                                                | Spagna                                                                | 0 – 0                                                                 | Portogallo                                                            | Amichevole                                                            |                                                                                  | Cap: S. Busquets                                                      |
| 8-6-2021                                                              | Leganés                                                               | Spagna                                                                | 4 – 0                                                                 | Lituania                                                              | Amichevole                                                            | Hugo Guillamón Brahim Díaz Juan Miranda Javi Puado                               | Cap: M. Cucurella                                                     |
| 14-6-2021                                                             | Siviglia                                                              | Spagna                                                                | 0 – 0                                                                 | Svezia                                                                | Euro 2020 - 1º turno                                                  | -                                                                                | Cap: J. Alba                                                          |
| 19-6-2021                                                             | Siviglia                                                              | Spagna                                                                | 1 – 1                                                                 | Polonia                                                               | Euro 2020 - 1º turno                                                  | Álvaro Morata                                                                    | Cap: J. Alba                                                          |
| 23-6-2021                                                             | Siviglia                                                              | Slovacchia                                                            | 0 – 5                                                                 | Spagna                                                                | Euro 2020 - 1º turno                                                  | 2 autorete Aymeric Laporte Pablo Sarabia Ferrán Torres                           | Cap: S. Busquets                                                      |
| 28-6-2021                                                             | Copenaghen                                                            | Croazia                                                               | 3 – 5 dts                                                             | Spagna                                                                | Euro 2020 - Ottavi di finale                                          | Pablo Sarabia César Azpilicueta Ferrán Torres Álvaro Morata Mikel Oyarzabal      | Cap: S. Busquets                                                      |
| 2-7-2021                                                              | San Pietroburgo                                                       | Svizzera                                                              | 1 – 1 dts (1-3 dtr)                                                   | Spagna                                                                | Euro 2020 - Quarti di finale                                          | autorete                                                                         | Cap: S. Busquets                                                      |
| 6-7-2021                                                              | Londra                                                                | Italia                                                                | 1 – 1 dts (4-2 dtr)                                                   | Spagna                                                                | Euro 2020 - Semifinale                                                | Álvaro Morata                                                                    | Cap: S. Busquets                                                      |
| 2-9-2021                                                              | Solna                                                                 | Svezia                                                                | 2 – 1                                                                 | Spagna                                                                | Qual. Mondiali 2022                                                   | Carlos Soler                                                                     | Cap: S. Busquets                                                      |
| 5-9-2021                                                              | Badajoz                                                               | Spagna                                                                | 4 – 0                                                                 | Georgia                                                               | Qual. Mondiali 2022                                                   | José Gayà Carlos Soler Ferran Torres Pablo Sarabia                               | Cap: C. Azpilicueta                                                   |
| 8-9-2021                                                              | Pristina                                                              | Kosovo                                                                | 0 – 2                                                                 | Spagna                                                                | Qual. Mondiali 2022                                                   | Pablo Fornals Ferran Torres                                                      | Cap: S. Busquets                                                      |
| 6-10-2021                                                             | Milano                                                                | Italia                                                                | 1 – 2                                                                 | Spagna                                                                | UEFA Nations League 2020-2021 - Semifinale                            | 2 Ferran Torres                                                                  | Cap: S. Busquets                                                      |
| 10-10-2021                                                            | Milano                                                                | Spagna                                                                | 1 – 2                                                                 | Francia                                                               | UEFA Nations League 2020-2021 - Finale                                | Mikel Oyarzabal                                                                  | Cap: S. Busquets                                                      |
| 11-11-2021                                                            | Atene                                                                 | Grecia                                                                | 0 – 1                                                                 | Spagna                                                                | Qual. Mondiali 2022                                                   | Pablo Sarabia (rig.)                                                             | Cap: S. Busquets                                                      |
| 14-11-2021                                                            | Siviglia                                                              | Spagna                                                                | 1 – 0                                                                 | Svezia                                                                | Qual. Mondiali 2022                                                   | Álvaro Morata                                                                    | Cap: S. Busquets                                                      |
| 26-3-2022                                                             | Cornella de Llobregat                                                 | Spagna                                                                | 2 – 1                                                                 | Albania                                                               | Amichevole                                                            | Ferran Torres Dani Olmo                                                          | Cap: Á.Morata                                                         |
| 29-3-2022                                                             | La Coruna                                                             | Spagna                                                                | 5 – 0                                                                 | Islanda                                                               | Amichevole                                                            | 2 Álvaro Morata 1 (rig.) Yeremi Pino 2 Pablo Sarabia                             | Cap: J.Alba                                                           |
| 2-6-2022                                                              | Siviglia                                                              | Spagna                                                                | 1 – 1                                                                 | Portogallo                                                            | UEFA Nations League 2022-2023 - 1º turno                              | Álvaro Morata                                                                    | Cap: S.Busquets                                                       |
| 5-6-2022                                                              | Praga                                                                 | Rep. Ceca                                                             | 2 – 2                                                                 | Spagna                                                                | UEFA Nations League 2022-2023 - 1º turno                              | Gavi Inigo Martinez                                                              | Cap: Koke                                                             |
| 9-6-2022                                                              | Ginevra                                                               | Svizzera                                                              | 0 – 1                                                                 | Spagna                                                                | UEFA Nations League 2022-2023 - 1º turno                              | Pablo Sarabia                                                                    | Cap: S.Busquets                                                       |
| 12-6-2022                                                             | Malaga                                                                | Spagna                                                                | 2 – 0                                                                 | Rep. Ceca                                                             | UEFA Nations League 2022-2023 - 1º turno                              | Carlos Soler Pablo Sarabia                                                       | Cap: Koke                                                             |
| 24-9-2022                                                             | Saragozza                                                             | Spagna                                                                | 1 – 2                                                                 | Svizzera                                                              | UEFA Nations League 2022-2023 - 1º turno                              | Jordi Alba                                                                       | Cap: S.Busquets                                                       |
| 27-9-2022                                                             | Lisbona                                                               | Portogallo                                                            | 0 – 1                                                                 | Spagna                                                                | UEFA Nations League 2022-2023 - 1º turno                              | Álvaro Morata                                                                    | Cap: Koke                                                             |
| 17-11-2022                                                            | Amman                                                                 | Giordania                                                             | 1 – 3                                                                 | Spagna                                                                | Amichevole                                                            | Ansu Fati Gavi Nico Williams                                                     | Cap: Koke                                                             |
| 24-11-2022                                                            | Doha                                                                  | Spagna                                                                | 7 – 0                                                                 | Costa Rica                                                            | Mondiali 2022 - 1º turno                                              | Dani Olmo Marco Asensio 2 Ferrán Torres 1 (rig.) Gavi Carlos Soler Álvaro Morata | Cap: S.Busquets                                                       |
| 27-11-2022                                                            | Al Khawr                                                              | Spagna                                                                | 1 – 1                                                                 | Germania                                                              | Mondiali 2022 - 1º turno                                              | Álvaro Morata                                                                    | Cap: S.Busquets                                                       |
| 1º-12-2022                                                            | Aspire Zone                                                           | Giappone                                                              | 2 – 1                                                                 | Spagna                                                                | Mondiali 2022 - 1º turno                                              | Álvaro Morata                                                                    | Cap: S.Busquets                                                       |
| 6-12-2022                                                             | Al Rayyan                                                             | Marocco                                                               | 0 – 0 dts (3 - 0 dtr)                                                 | Spagna                                                                | Mondiali 2022 - Ottavi di finale                                      | -                                                                                | Cap: S.Busquets                                                       |
| Totale                                                                |                                                                       | Presenze                                                              | 46                                                                    |                                                                       | Reti                                                                  | 95                                                                               |                                                                       |

## Palmarès

### Giocatore

#### Club

##### Competizioni nazionali
- Campionato spagnolo: 3

Real Madrid: 1994-1995
Barcellona: 1997-1998, 1998-1999
- Coppa di Spagna: 3

Real Madrid: 1992-1993
Barcellona: 1996-1997, 1997-1998
- Supercoppa di Spagna: 2

Real Madrid: 1993
Barcellona: 1996

##### Competizioni internazionali
- Coppa delle Coppe: 1

Barcellona: 1996-1997
- Supercoppa UEFA: 1

Barcellona: 1997

#### Nazionale
- Oro olimpico: 1

Barcellona 1992

#### Individuale
- ESM Team of the Year: 1

1996-1997
- Inserito nella FIFA 100 (2004)

### Allenatore

#### Club

##### Competizioni nazionali
- Campionato spagnolo: 2

Barcellona: 2014-2015, 2015-2016
- Coppa di Spagna: 3

Barcellona: 2014-2015, 2015-2016, 2016-2017
- Supercoppa di Spagna: 1

Barcellona: 2016
- Supercoppa francese: 2

Paris Saint-Germain: 2023, 2024
- Campionato francese: 2

Paris Saint-Germain: 2023-2024, 2024-2025
- Coppa di Francia: 2

Paris Saint-Germain: 2023-2024, 2024-2025

##### Competizioni internazionali
- UEFA Champions League: 2

Barcellona: 2014-2015
Paris Saint-Germain: 2024-2025
- Supercoppa UEFA: 2

Barcellona: 2015
Paris Saint-Germain: 2025
- Coppa del mondo per club: 1

Barcellona: 2015

#### Individuale
- Miglior allenatore della Liga: 1

2014-2015
- Miglior allenatore dell'anno IFFHS: 1

2015
- Allenatore dell'anno World Soccer: 1

2015
- FIFA World Coach of the Year: 1

2015
- Trophées UNFP du football: 1

Miglior allenatore della Ligue 1: 2025